# Triad (musikgrupp)
Triad var en svensk poptrio, som inför julen 1987 noterades för en framgång med pseudo-a cappella-sången "Tänd ett ljus". Den bestod av tre musiker som lärt känna varandra grundligt genom Lasse Lindbom Band, The Husbands och genom Ulf Lundells skivor och turnéer under 1980-talet: basisten och producenten Lasse Lindbom, gitarristen Janne Bark och Niklas Strömstedt som spelade piano. En fjärde medlem, Niels Nordin syns i den officiella videon till ”Tänd ett ljus” 
Framgången följdes upp av ett album. Frågan var om det skulle bli ett helt album med bara a cappella-sång. Strömstedt hade exempelvis skrivit en låt som de andra, speciellt Lasse Lindbom, tyckte mindre om. Under ett möte på Riche bestämdes att låten inte platsade. Albumet kom ut och låg som högst på 44:e plats i maj 1988.  Dessutom tyckte gruppen att de glidit isär musikaliskt, så Triad lades ganska snabbt på is.
Till sommaren ringde chefen på EMI och undrade om Strömstedt kunde få ge ut den refuserade låten, "Sista morgonen", som soloartist.
Triad återförenas sporadiskt, bland annat i SVT:s Allsång på Skansen 16 augusti 2011.

## Diskografi

### Album
- Triad – 1988

### Singlar
- Tänd ett ljus – 1987